# John W. Brunius
John Wilhelm Brunius (ur. 26 grudnia 1884 w Sztokholmie, zm. 16 grudnia 1937 tamże) – szwedzki reżyser, aktor i scenarzysta.
Aktorstwa uczył się w Królewskim Teatrze Dramatycznym w Sztokholmie, na którego scenie w latach 1904–1907 zagrał wiele ról komicznych. W  roku 1907 przeszedł do Teatru Szwedzkiego, gdzie pracował aż do roku 1925. W latach 1926–1932 prowadził rewiowy Oscarsteatern. Jako reżyser filmów niemych był filarem wytwórni Skandia. Specjalizował się w wysmakowanych adaptacjach literatury i w kosztownych widowiskach historycznych. Z nastaniem kina dźwiękowego zrezygnował z reżyserii i poprzestał na aktorstwie.

## Wybrana filmografia
- 1918 – Mästerkatten i stövlar (Kot w butach)
- 1919 – Synnöve Solbakken (Dziewczę ze Słonecznego Wzgórza)
- 1919 – Åh, i morron kvällh (Och, jutro wieczorem)
- 1921 – En lyckoriddare (Błędny rycerz)
- 1922 – Kärlekens ögon (Szkarłatny anioł)
- 1923 – Johan Ulfstjerna
- 1925 – Karl XII (Karol XII)
- 1926 – Fänrik Ståls sägner (Opowieści chorążego Ståla)
- 1928 – Gustaf Wasa (Gustaw Waza)
- 1932 – En glad gutt (Dziarski chłopak)